# Bowling Green (Maryland)
Pour les articles homonymes, voir Bowling Green.
Bowling Green est une census-designated place située dans le comté d'Allegany, dans l’État du Maryland, aux États-Unis. Lors du recensement de 2020, elle comptait 1 018 habitants.